# Giovanni De Agostini
Giovanni De Agostini (Pollone, 23 agosto 1863 – Milano, 21 novembre 1941) è stato un editore, geografo e cartografo italiano, fondatore dell'omonima casa editrice.

## Biografia
Nato da Lorenzo e Caterina Antoniotti, fratello maggiore del sacerdote salesiano ed esploratore della Patagonia Alberto Maria, fu uno dei rinnovatori della cartografia in Italia, applicando il rigore scientifico nella rappresentazione visiva.
Nel giugno 1901 fondò a Roma l'«Istituto Geografico Italiano del dott. G. De Agostini & C.». Pubblicò come primo volume un Atlante scolastico. Nel 1904 avviò la pubblicazione del Calendario Atlante de Agostini, un agile volumetto che conteneva notizie geografiche abbinate al calendario annuale, che riscosse successivamente grande successo.
Nel 1908 De Agostini lasciò Roma e trasferì la sede dell'istituto a Novara, in Viale Roma. Nel 1919 cedette la proprietà dell'Istituto Geografico da lui fondato a Marco Adolfo Boroli e Cesare Angelo Rossi. La cartografia passò nel 1920 sotto la direzione del professor dottor Luigi Visintin, direttore scientifico dal 1920 al 1958.